# Agrotis ctenota
Agrotis ctenota är en fjärilsart som beskrevs av Turner 1939. Agrotis ctenota ingår i släktet Agrotis och familjen nattflyn. Inga underarter finns listade i Catalogue of Life.